# Werner Meier (Fußballspieler)
Werner Meier (* 21. September 1929) ist ein ehemaliger deutscher Fußballspieler.
Werner Meier spielte in der Saison 1951/52 beim 1. FC Köln unter dem damaligen Spieler-Trainer Hennes Weisweiler. Bereits nach einem Jahr verließ er die Kölner wieder. Über die Stationen TuRa 1882 Ludwigshafen und SV Phönix 03 Ludwigshafen, landete er für die Saison 1956/57 beim 1. FC Saarbrücken. Mit dem 1. FC Saarbrücken spielte er im DFB-Pokal 1957. Sie verloren jedoch das erste Spiel gegen den FC Bayern München mit 3:1 nach Verlängerung. Auch in Saarbrücken hielt es ihn nur ein Jahr. Anschließend beendete er seine Fußballkarriere.